# Das Lämplein
Das Lämplein war ein humoristisch-satirisches Wochenblatt in Leipzig. Es erschien als Genossenschaftsdruck vom 29. November 1878 bis zum 10. Januar 1880. Chefredakteur des Blattes war Wilhelm Hasenclever.
Das so genannte Sozialistengesetz, das von 1878 bis 1890 galt, erlaubte Verbote sozialistischer Parteien, Organisationen und Druckschriften sowie politischer Versammlungen. Bismarcks Absicht war es, den zunehmenden Einfluss der Arbeiterbewegung in Politik und Gesellschaft mit polizeistaatlichen Mitteln auszuschalten und die sozialdemokratischen Strukturen zu zerschlagen. August Bebel beschreibt das in seinem Buch „ Aus meinem Leben“ folgendermaßen:
Die Versuche, an Stelle der unterdrückten Blätter neue zu gründen, die nach Lage der Dinge außerordentlich vorsichtig redigiert werden mussten, misslangen in den ersten Jahren fast alle. So versuchte man in Berlin nach der Unterdrückung der Freien Presse unter dem Titel der Berliner Tagespost ein farbloses Blatt zu gründen, das als Fortsetzung der Berliner Freien Presse angesehen und sofort verboten wurde. Seine Herausgeber wurden zu einer hohen Geldstrafe verurteilt. Mit dem Vorwärts in Leipzig fielen eine Reihe hier erscheinender Provinzblätter: Volksblatt in Altenburg, Volksblatt für den 14. sächsischen Wahlkreis, Muldentaler Volksfreund, Groitzsch-Pegauer Volksblatt und Voigtländische freie Presse dem Gesetz zum Opfer. Ebenso fielen die Mitteldeutsche Zeitung, die Freie Presse und die Neue Leipziger Zeitung. 1879 folgten der Leipziger Beobachter, das Deutsche Wochenblatt und der Wanderer, als letztes Blatt wurde 1881 der Reichsbürger unterdrückt, nachdem zuvor noch ein kleines Witzblatt Das Lämplein den Weg des Sozialistengesetzes gegangen war. „Nunmehr stellten wir in Leipzig auf Jahre hinaus jeden Versuch einer Blattgründung ein“, schrieb August Bebel in seinen Lebenserinnerungen.